# Chandgi Ram

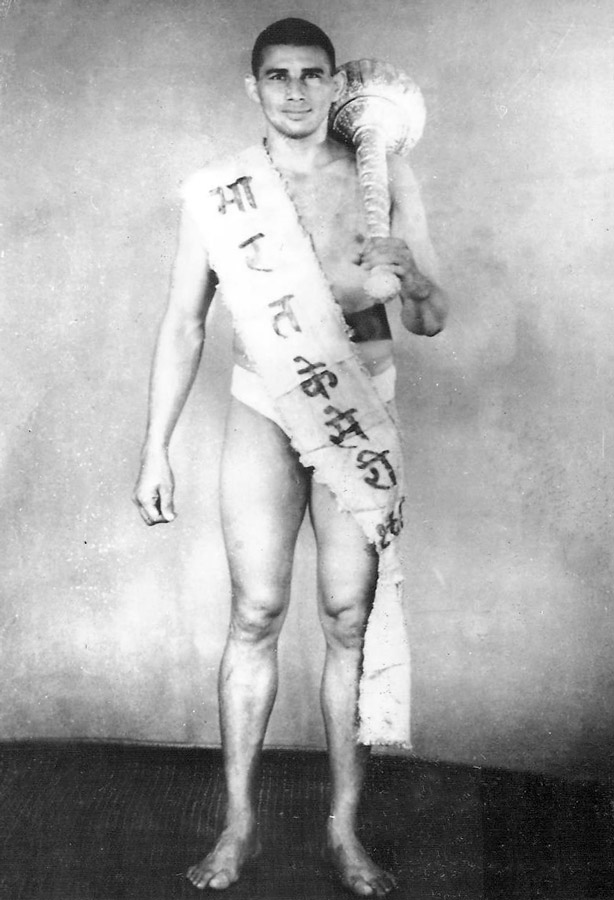
Chandgi Ram

Chandgi Ram (auch Master Chandgi Ram, * 9. November 1937 in Sisai, Hisar, Haryana; † 29. Juni 2010) war ein indischer Ringer.

## Leben
Ram erzielte den größten internationalen Erfolg seiner sportlichen Karriere bei den Asienspielen 1970, wo er die Goldmedaille in seiner Gewichtsklasse (bis 100 kg) gewann. Bei den Olympischen Spielen 1972 in München konnte er dieses Ergebnis als 21. nicht wiederholen, nachdem er in der 2. Runde des Leichtschwergewichtes ausschied. Später wurde er Trainer indischer Ringerinnen.
Er erhielt 1969 den Arjuna Award für Ringen im Indischen Stil (Pehlwani) und 1971 den Padma Shri, einen hohen indischen zivilen Orden.